# Dei Verbum
Dei Verbum (în traducere „Cuvântul lui Dumnezeu”, cu referire la Isus Cristos) este constituția despre revelația divină adoptată de Conciliul Vatican II. Constituția a fost adoptată în data de 18 noiembrie 1965 cu 2.344 de voturi pentru și 6 contra. Papa Paul al VI-lea a promulgat-o în aceeași zi.

## Istoric
Schema pregătitoare, intitulată De fontibus revelationis („Despre izvoarele revelației”), prevedea în manieră neoscolastică două izvoare ale revelației: scriptura (Biblia) și tradiția. Această schemă pregătitoare a fost criticată de cardinalii Josef Frings (Köln) și Achille Liénart (Lille), care au arătat că credința omului nu se bazează pe speculații teoretice, ci pe cuvântul viu al lui Dumnezeu, care este însuși Isus Cristos.
După intervenția papei Ioan al XXIII-lea schema pregătitoare a fost retrasă, iar constituția a fost concepută din nou. În rândul experților din noua comisie de redactare s-au numărat Yves Congar, Alois Grillmeier, Karl Rahner și Joseph Ratzinger.

## Conținut
Constituția a abandonat stilul decretist al Conciliului Vatican I și și-a însușit gândirea personalistă și dialogică a filosofilor Ferdinand Ebner⁠(en)[traduceți] și Martin Buber.